# Distretto di Napak
Il distretto di Napak è un distretto dell'Uganda, situato nella Regione settentrionale.